# Pulau Timbang
Pulau Timbang ist eine zum malaysischen Bundesstaat Sabah gehörende Insel am westlichen Ende der zur Sulusee offenen Sandakan Bay.

## Beschreibung
Pulau Timbang ist überwiegend dicht bewaldet. Ihre maximale Länge beträgt in ca. 11 km, die größte Breite etwa 4,5 km. Eine schmale Meerenge trennt die Insel im Norden vom Festland. Im Nordwesten grenzt ein etwa 100 m breiter Wasserstreifen, der Terusan Buli, die Insel von Pulau Kabili ab. Im Süden von Pulau Timbang befindet sich ein Höhenrücken, der am Bukit Timbang bis zu 147 Meter ansteigt. Nach Norden fällt die Insel sanft ab und geht in ein ausgedehntes Mangrovengebiet über.
Es gibt vier Siedlungen auf der Insel. Die beiden Hauptorte sind Kg. Tronglit im Süden und Kg. Baru Pulau Timbang im Nordwesten.

## Geschichte
Die Insel gehörte ursprünglich zum Territorium des Sultan von Sulu. 1872 gelingt es dem schottischen Abenteurer William Clarke Cowie, mit seinem Schiff Far East die spanische Seeblockade zu durchbrechen, um ein Waffengeschäft mit dem Sultan abzuwickeln. Cowie überzeugte den dankbaren Sultan, dass ein dauerhafter Erfolg bei der Überwindung der spanischen Blockade nur garantiert sei, wenn er auf einen sicheren Hafen zurückgreifen könne. Dort könne er abwarten, bis der Schifffahrtsweg nach Sulu frei von spanischen Kriegsschiffen war. Der Sultan gab Cowie daraufhin die Erlaubnis, einen Umschlagdepot für seine Waren auf Pulau Timbang in der Sandakan Bucht auf Borneo zu errichten. Diese Handelsstation wurde wegen seiner deutschen Siedler auch als kampung jerman bekannt.
Nachdem Baron von Overbeck im Januar 1878 unter Mitwirkung von Cowie und Alfred Dent beim Sultan von Sulu eine Konzession für seine kolonialen Interessen erwirkt hatte, ließ er den 33-jährigen Briten William B. Pryer am 11. Februar 1878 zur Sicherung seines Anspruchs auf das neue Territoriums in Nordborneo an der alten Handelsstation auf Pulau Timbang zurück.
Die Insel wurde im September 1878 Schauplatz eines Konfliktes zwischen England und Spanien: Am 4. September lief die El Dorado, ein spanisches Kanonenboot, in den Hafen ein. Kapitän Lobe teilte dem britischen Residenten Pryer mit, dass er auftragsgemäß die spanische Flagge hissen werde. Pryer kündigte Widerstand an und überzeugte den Suluk-Häupting Nakoda Alee, seine Krieger in voller Kriegsmontur vor den Häusern zu positionieren. Angesichts der kriegerischen Präsenz verzichteten die Spanier auf weitere Feindseligkeiten und kündigten an, mit Verstärkung aus Manila zurückzukehren; eine Drohung, die allerdings nie wahrgemacht wurde.
Kampung jerman wurde am 15. Juni 1879 Opfer eines Brandes und wurde vollständig zerstört. Pryer nahm dies zum Anlass, die Siedlung an den heutigen Platz am Ausgang der Sandakan Bay zu verlegen.